# 고어그라인드
고어그라인드 (Goregrind)는 데스 메탈, 그라인드코어의 하위 장르이다. 보통 영국의 그라인드코어 밴드 카르카스를 그 시초로 여긴다. 고어그라인드는 매우 왜곡되고 희미하게 들리는 보컬과 그라인드코어에서 기원한 거친 음악으로 알려져 있다.
대표적인 밴드로 데드 인펙션, 라스트 데이즈 오브 휴머니티 등이 있다.

## 같이 보기
- 데스 메탈